# CEM43
En biologie, le CEM43, de l'anglais Cumulative Equivalent Minutes at 43°C, est un indice permettant de calculer une dose thermique à but thérapeutique. Il sert en particulier de référence pour évaluer les traitements par thermothérapie.
Formulé par Stephen Sapareto et William Dewey en 1984, il permet de convertir une durée d'exposition à une température déterminée en durée équivalente à la température de référence de 43 °C (arbitrairement choisie), pour un même effet biologique (ou iso-effet),,. Il repose sur le fait que la relation entre température et durée d'exposition dans les traitements hyper-thermiques est exponentielle pour un iso-effet biologique dans les systèmes in vivo et in vitro. Cette relation peut être exprimée de façon relativement simple : une élévation de 1 °C requiert une division de la durée d'exposition par 2 pour un même effet biologique quand la température est au-dessus de 43 °C, et une division de la durée d'exposition par 3 ou 4 quand la température est en dessous de 43 °C.

## Formule du CEM43
La formule du CEM43 permettant la conversion est la suivante ,,,:
{\displaystyle CEM43=\textstyle \int _{0}^{t}R^{43-T}dt}
où :
- T, exprimé en degré Celsius, représente la température appliquée et dt la durée d'exposition, exprimée en minute, à cette température.
- R est le ratio de durées d'exposition donnant une même fraction de survie cellulaire (en), pour une différence de température de 1 °C[2], il est déterminé expérimentalement[4] et dépend de la lignée cellulaire étudiée[5].

## Limites du CEM43
Plusieurs effets biologiques thermiquement induits n'ont pas une réponse exponentielle à la dose thermique. C'est le cas notamment des expositions à dose thermique fractionnée, à cause du développement de la thermotolérance (lorsque les cellules sont retournées à 37 °C après une dose thermique initiale, la sensibilité cellulaire aux doses thermiques suivantes est réduite). Aussi, l'effet cytotoxique d'une dose thermique dépend de la phase du cycle cellulaire dans laquelle se trouvent les cellules exposées, les phases M et S étant les plus sensibles, mais aussi de l'effet sensibilisant des paramètres physiques et chimiques du milieu (pH, nutriments...).